# Johannisthal (Küps)
Johannisthal ist ein Gemeindeteil des Marktes Küps im oberfränkischen Landkreis Kronach in Bayern.

## Geographie
Das Kirchdorf liegt am Krebsbach und am Zapfenbach, der innerorts als rechter Zufluss in den Krebsbach mündet. Am Ort führt die Bundesstraße 173 vorbei, die nach Küps (2 km südwestlich) bzw. nach Kronach (4 km nordöstlich) verläuft. Von der B 173 zweigt die Staatsstraße 2200 ab und führt nach Beikheim (5 km westlich), wo sie als Bundesstraße 303 fortgeführt wird. Eine Gemeindeverbindungsstraße verbindet mit Tüschnitz (1,5 km südwestlich). Ein Anliegerweg führt nach Schafhof (0,2 km nordwestlich). Die Bahnstrecke Hochstadt-Marktzeuln–Probstzella führt südlich am Ort vorbei, die nächsten Haltestellen befinden sich in Küps und dem benachbarten Neuses.

## Geschichte
Johannisthal wurde erstmals 1725 als „Johannes-Thal“ erwähnt und geht auf eine 1541 erbaute Mühle zurück.
Gegen Ende des 18. Jahrhunderts gab es in Johannisthal 29 Anwesen (24 Tropfhäuslein, 2 Häuser, 1 Haus mit Wirtshaus, 1 Haus mit Schmiede, 1 Ziegelhütte). Das Hochgericht übte das Rittergut Schmölz-Theisenort im begrenzten Umfang aus, sie hatten ggf. an das bambergische Centamt Burgkunstadt-Marktgraitz auszuliefern. Die Dorf- und Gemeindeherrschaft sowie die Grundherrschaft über sämtliche Anwesen hatte das Rittergut Schmölz-Theisenort inne.
Mit dem Ersten Gemeindeedikt wurde Johannisthal dem 1808 gebildeten Steuerdistrikt Theisenort zugewiesen. Infolge des Zweiten Gemeindeedikts entstand 1818 die Ruralgemeinde Johannisthal, zu der die Klöppermühle gehörte. Sie war in Verwaltung und Gerichtsbarkeit dem Landgericht Kronach zugeordnet und in der Finanzverwaltung dem Rentamt Kronach, 1919 in Finanzamt Kronach umbenannt. In der freiwilligen Gerichtsbarkeit unterstanden die Anwesen bis 1848 dem Patrimonialgericht Schmölz. Ab 1862 gehörte Johannisthal zum Bezirksamt Kronach, 1939 in Landkreis Kronach umbenannt. Die Gerichtsbarkeit blieb beim Landgericht Kronach, 1879 in das Amtsgericht Kronach umgewandelt. Die Gemeinde hatte ursprünglich eine Fläche von 0,065 km², die sich bis 1964 schrittweise auf 0,372 km² vergrößerte.
Im Zuge der Gebietsreform in Bayern wurde die Gemeinde Johannisthal am 1. Mai 1978 nach Küps eingegliedert.

### Baudenkmäler
In der Bayerischen Denkmalliste sind zwei Baudenkmäler aufgeführt:
- Dorfbrunnen
- Wegkreuz

Die folgenden Häuser listete Tilmann Breuer in dem Buch Landkreis Kronach von 1964 mit ihren ursprünglichen Hausnummern auch als Kunstdenkmale auf. Sie werden in der Denkmalschutzliste nicht geführt, da sie entweder nicht aufgenommen, abgebrochen oder stark verändert wurden.
- Haus Nr. 2: Zweigeschossiger Walmdachbau mit vier zu zwei Achsen, die Haustür am Sturz bezeichnet „1841“. Verputzt, Eckpilaster, Gurtgesims und Rahmungen aus Sandstein. Untergeschoss auf der Straßenseite durch Fliesenverkleidung entstellt.[10]
- Haus Nr. 3: Zweigeschossiger Frackdachbau im Kern wohl noch 18. Jahrhundert. Fachwerk, Untergeschoss teilweise massiv mit Ecklisenen und Rahmungen aus Sandstein ausgebaut.[10]
- Haus Nr. 35: Eingeschossiger Putzbau mit Satteldach, die Rahmungen der Tür und zweier Fenster geohrt und profiliert, am Scheitelstein der Haustür Muschelwerkkartusche mit der Bezeichnung „...180.“.[10]

### Einwohnerentwicklung
| Jahr      | 1818  | 1840   | 1852   | 1855   | 1861   | 1867   | 1871   | 1875   | 1880   | 1885  | 1890   | 1895   | 1900   | 1905   | 1910   | 1919   | 1925   | 1933   | 1939   | 1946   | 1950   | 1952   | 1961  | 1970   | 1987   | 2007   |
| Einwohner | 207   | 287    | 328    | 316    | 336    | 343    | 368    | 390    | 402    | 409   | 442    | 434    | 472    | 462    | 516    | 551    | 628    | 748    | 801    | 883    | 963    | 943    | 955   | 931    | 777    | 762    |
| Häuser    | 38    |        |        |        |        |        | 41     |        |        | 45    | 45     |        | 46     |        |        |        | 75     |        |        |        | 130    |        | 156   |        | 225    |        |
| Quelle    | [ 7 ] | [ 12 ] | [ 12 ] | [ 12 ] | [ 13 ] | [ 14 ] | [ 15 ] | [ 16 ] | [ 17 ] | [ 8 ] | [ 18 ] | [ 12 ] | [ 19 ] | [ 12 ] | [ 20 ] | [ 12 ] | [ 21 ] | [ 12 ] | [ 12 ] | [ 12 ] | [ 22 ] | [ 12 ] | [ 1 ] | [ 23 ] | [ 24 ] | [ 25 ] |

## Religion
Der Ort war überwiegend katholisch und nach Heiligste Dreifaltigkeit in Theisenort gepfarrt, während die Protestanten nach St. Jakob in Küps gepfarrt waren.
In Johannisthal gibt es zwei Kirchen. Die katholische St. Marien-Kirche, eine Filialkirche der Pfarrei Theisenort, wurde von dem Münchner Architekten Georg Holzbauer geplant und vom Bamberger Erzbischof Jacobus von Hauck am 18. Oktober 1936 geweiht. Seit 1950 hat die Kirche eine Orgel. Die evangelische Johanniskirche wurde am 1. Advent 1960 eingeweiht.